# الزواعي (تعز)
الزواعي هي إحدى قرى الجمهورية اليمنية. وهي تتبع جغرافيًا لمحافظة تعز. وإداريًا لمديرية جبل حبشي. يبلغ تعداد سكانها 2086 نسمة حسب الإحصاء الذي جرى عام 2004.